# Bivalvulida
Bivalvulida is een orde van myxosporische parasieten. De Myxosporische stadia van leden van de bivalvulida worden gekenmerkt door hun twee sporenkleppen (vandaar de naam), die samenkomen in een "hechtingslijn" die de sporen omringt. Ze bevatten meestal twee polaire capsules, maar er zijn soorten gemeld die er één of vier bevatten.

## Taxonomie
De orde Bivalvulida bestaat uit drie onderordes en 13 families.
- Onderorde Platysporina Kudo, 1919
  - Myxobolidae Thélohan, 1892
- Onderorde Sphaeromyxina Lom & Noble, 1984
  - Sphaeromyxidae Lom & Noble, 1984
- Onderorde Variisporina Lom & Noble, 1984
  - Auerbachiidae
  - Alatasporidae Shulman, Kovaleva & Dubina, 1979
  - Ceratomyxidae Doflein, 1899
  - Chloromyxidae Thélohan, 1892
  - Coccomyxidae Léger & Hesse, 1907
  - Fabesporidae Naidenova & Zaika, 1969
  - Myxidiidae Thélohan, 1892
  - Myxobilatidae Shulman, 1953
  - Ortholineidae Lom & Noble, 1984
  - Parvicapsulidae Shulman, 1953
  - Sinuolineidae Shulman, 1959
  - Sphaerosporidae Davis, 1917